# Kyunsu
Kyunsu är en kommun i Myanmar.   Den ligger i regionen Taninthayiregionen, i den södra delen av landet, 800 km söder om huvudstaden Naypyidaw. Antalet invånare är 167 064.